# Pendelen (parapsychologie)

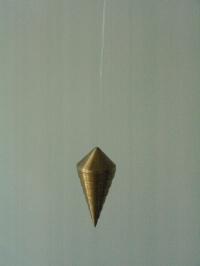
Pendel

Met pendelen wordt bedoeld het gebruik maken van een pendel, een vaak druppelvormig metalen, glazen of houten voorwerp aan een draad of kettinkje, om mogelijk antwoorden te vinden op (levens)vragen of om zogenoemde "energieën" te detecteren.
Pendelen wordt net als wichelroedelopen beschouwd als een vorm van radiësthesie en wichelarij. Er bestaat geen wetenschappelijk bewijs voor de werking van pendelen.

## Handelwijze
Bij het pendelen houdt men het uiteinde vast van een flexibele draad, touw of ketting met een lengte van 5 tot 10 centimeter. Aan het andere uiteinde hangt een voorwerp van metaal, glas, hout of ander materiaal, dat als een klein gewicht functioneert. Dit gewicht kan allerlei vormen en maten hebben.
Het stellen van vragen zou zorgvuldig moeten gebeuren om goed een antwoord te kunnen verkrijgen. De vraag moet daarom exact worden gesteld en men kan maar één vraag tegelijk stellen. De pendel zou dan door een specifieke manier van bewegen de vraag kunnen bevestigen of met 'nee' beantwoorden.

Bij het pendelen wordt soms een pendelkaart gebruikt, waarop een aantal mogelijke antwoorden of een alfabet staan afgebeeld.
Aangezien de pendel alle kanten op bewegen kan biedt de pendelkaart naast oriëntatie ook meer mogelijkheden het antwoord gedetailleerder af te lezen.

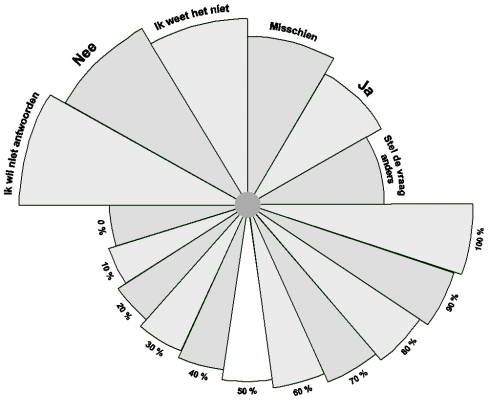
Pendelkaart

Pendelen is een van de vele hulpmiddelen waarmee complementair therapeuten het onderbewustzijn van cliënten trachten te raadplegen.

## Geopperde verklaring
Pendelen is een methode waarover veel misverstanden bestaan. Vaak wordt gedacht dat de pendel een geheimzinnig instrument is dat (enkel) de toekomst kan voorspellen.
Een geopperde verklaring voor de werking van het instrument zou het onderbewustzijn betreffen, die vervolgens middels onwillekeurige spierbewegingen de pendel op een bepaalde manier laat bewegen. De pendel zou dan reageren op de gedachte of vraag die men op dat moment heeft. Deze wordt opgepikt door de spieren van de mens, waardoor de pendel als gevolg op een bepaalde manier zou bewegen. Dit principe wordt het ideomotorisch effect of motorisch automatisme genoemd.